# Serguéi Chérnikov
Serguéi Nikoláyevich Chérnikov (del ruso: Сергей Николаевич Черников); 11 de mayo de 1912–23 de enero de 1987 fue un matemático ruso que contribuyó significativamente al desarrollo de la teoría de grupos infinitos y de las desigualdades lineales.

## Biografía
Chérnikov nació el 11 de mayo de 1912 en Zagorsk, en Sérguiev Posad (Óblast de Moscú, Rusia). Sus padres fueron Nikolái Nikoláyevich, un sacerdote, y Anna Alekséyevna, un ama de casa. Después de completar los estudios secundarios, trabajó de obrero, de conductor y de contable. Hasta noviembre de 1931, enseñó matemáticas en una escuela para trabajadores. En 1930, empezó a estudiar como alumno externo del Instituto Pedagógico de la Universidad Estatal de Sarátov, del que se graduó en 1933. Cursó estudios de posgrado en el Instituto Industrial de los Urales bajo la tutela externa de Aleksandr Kúrosh (de la Universidad de Moscú). Destacado estudiante, Chérnikov fue nombrado director del departamento de Matemáticas de los Urales (1939–1946) inmediatamente después de obtener el título de Candidato de Ciencias en 1938 y antes de defender su tesis doctoral en 1940.
Pasó a dirigir los departamentos de Matemáticas de la Universidad Estatal de los Urales (1946–1951), la Universidad Estatal de Perm (1951–1961), el Instituto Steklov de Matemáticas (1961–1964) y finalmente la Academia Nacional de Ciencias de Ucrania desde 1964 hasta días antes de su muerte en 1987. Durante su carrera, fue tutor de más de 40 estudiantes de Candidatura de Ciencias y siete de Doctor de Ciencias, y publicó docenas de artículos.

## Contributions
Chérnikov obtuvo el reconocimiento de haber introducido numerosos conceptos fundamentales para la teoría de grupos, como el grupo localmente finito y el grupo nilpotente. Al igual que muchas de sus demás aportaciones, estas permiten la resolución parcial o local de grupos infinitos y establecen vínculos entre las teorías de grupos finitos y de grupos infinitos. Posteriormente, fue calificado como «uno de los pioneros de la programación lineal», por su decisiva teoría algebraica de desigualdades lineales.